# Tingstädeträsk
Tingstädeträsk to jedno z jezior położonych na wyspie Gotlandia, należącej do Szwecji. Zajmuje ono powierzchnię 4,68 km², a jego poziom wody znajduje się 44,8 m nad poziomem morza.